# Антияпонизм
Антияпонизм (яп. 反 日 亡国 論) — радикальная политическая идеология, продвигаемая фракцией японских «новых левых», радикализирующих антиимпериалистические идеи более ранних левых течений. Данная концепция была впервые выдвинута Кацухисой Оомори, представителем «новых левых», в 1970-е годы.

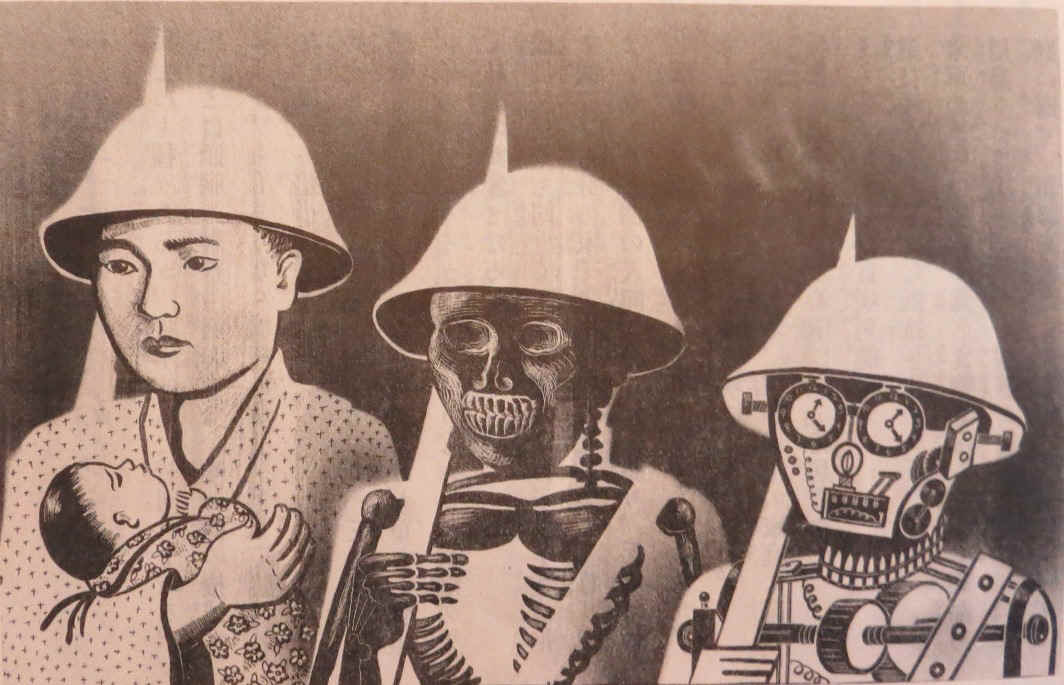
Американский пропагандистский плакат 1940-х гг. Японцы показаны как бездумные биороботы (художница Фрэнсис Блейкмор)

С антияпонистской точки зрения, например с т.з Теории революции айнов, «государство, называемое Японией, и вся японская раса должны быть стерты с лица земли».
Теория антияпонизма уходит корнями в далекую историю, отрицая многовековые устои японского народа, она выступает за истребление японской нации.

## Отличия от японского антиимпериализма
Большинство антиимпериалистических левых утверждали, что после Реставрации Мэйдзи Япония являлась империалистическим государством, что требовало революции, свержения императорской династии и установления «народной демократии» и социализма. Антияпонисты радикализировали этот аргумент, заявив, что даже коммунистическая революция не может спасти Японию, потому что сами японцы обладают врожденной «агрессивной природой». Сторонники данной теории считают, что единственный способ спастись от «деспотической и преступной японской расы» — это бороться против всех японских национальных интересов, пока Японский архипелаг не будет очищен от всего японского.
С антияпонистской точки зрения, так называемые «японцы» должны осознать себя в качестве «деспотического и преступного народа», вследствие чего заниматься самоотрицанием. Поскольку Япония с точки зрения антияпонистов является априори контрреволюционной страной, имеющей множество преступлений и «уродливое, аморальное население», они отрицали саму концепцию Японии как родины, призывая быть предателями. Только те, кто принимает теорию вымирания японского народа и уничтожения Японии, а также ведет борьбу, с точки зрения антияпонизма, будет освобожден от «первородного греха».

## Основные концепции
Согласно антияпонистским концепциям, коренные жители Японии, представители культуры Дзёмон, являлись земледельцами, находившимися на догосударственном этапе развития, но были захвачены конным племенем, пришедшим с Корейского полуострова, от которого происходит нынешняя императорская семья. Сопротивлявшиеся вторжению, с их точки зрения, были превращены в буракуминов. К концу 19 века, Япония полностью подчинила Рюкю (население которого антияпонисты считают отдельным народом) и Хоккайдо, подчинив айнов. Из этого вытекает концепция того, что японцы с т.з антияпонистов всегда были агрессивным народом.
Так называемое «окончательное решение японского вопроса» состоит в том, чтобы провести геноцид японского народа своими же руками. Поскольку с т.з вышеописанной исторической концепции, Япония по своей сути является абсолютным злом, дальнейшее существование японского народа несовместимо с благосостоянием человечества. Член Вооружённого антияпонского фронта Восточной Азии Есимаса Куросава утверждает, что он выступает не против какого-либо конкретного японского политического режима, а против существования самой Японии.
Вооружённый антияпонский фронт Восточной Азии предложил сценарий, который может привести к реализации «окончательного решения». Согласно ему, они должны были передислоцироваться в Южную Корею, произведя переворот совместно с местными ультраправыми, настроенными радикально-антияпонски. Япония, «в силу своей природной агрессивности», в ответ произведет вторжение в Корею, или же напротив — тогда южнокорейское «антияпонское военное правительство» объявило бы войну Японии. Тогда антияпонисты смогут использовать свои террористические сети, чтобы посеять хаос в Корее, организовав там партизанскую деятельность по типу Вьетнамской войны, истощая финансовую и политическую мощь Японии и убив по меньшей мере 100 000 военнослужащих японских Сил Самообороны, что привело бы к ее быстрому падению.
На Окинаве должна была быть провозглашена самопровозглашенная Республика Рюкю. Эта «независимая нация» должна была объявить войну Японии и Соединенным Штатам Америки, а затем вступить в союз с Южной Кореей, для дальнейшего вторжения в Японию. На Хоккайдо планировалось объявить Айнскую Советскую Республику под предлогом того, что Япония игнорировала айнов в таких вопросах, как возвращение северных территорий, с последующим убийством 5 миллионов японцев на Хоккайдо. Это также подпитывало бы антияпонские настроения в Юго-Восточной Азии.
Использование террористических сетей Красной Армии Японии предотвратило бы экспорт сырой нефти в Японию арабскими странами. «Антияпонская осадная сеть» окружила бы Японию, как бывшая линия ABCD.
После «окончательного решения японского вопроса» большинство японцев должны были быть приговорены к смертной казни независимо от пола и возраста, так как большинство из них с т.з антияпонистов являются угнетателями по происхождению. Сохранить свою жизнь должны быть только т. н. «ронины Мировой революции», отказавшиеся от этнического и национального самосознания и боровшиеся против Японии.
В связи с желанием установить неофашистский режим в Южной Корее, в отличие от большинства японских левых, антияпонисты не поддерживали борьбу за права похищенного в Японии борца за права человека в Корее Ким Дэ Чжуна.

## Влияние на общество
С ослаблением влияния «новых левых», антияпонисты стали считаться догматичным и причудливым культом. Кацухиса Оомори, создатель концепции, отрекся от нее и определяет ее как «сатанинскую». Журналист Тосинао Сасаки описывает антияпонистов как безумцев. Учёный-просветитель Акира Моригути называет её противоречивой экстремистской идеологией.
Также существует предположение, что антияпонистская идеология послужила основой для других террористов, таких как Аум синрикё, совершивших террористические акты в токийском метро.